# Rick Gulyas
Rick Gulyas (* 15. Dezember 1952 in Welland) ist ein ehemaliger kanadischer Skispringer.

## Werdegang
Sein internationales Debüt gab Gulyas bei der Vierschanzentournee 1971/72. Nach einem schwachen 91. Platz beim Auftaktspringen auf der Bergiselschanze in Innsbruck konnte er beim Neujahrsspringen in Garmisch-Partenkirchen auf den 76. Platz springen. Nach einem weiteren schwachen Springen in Oberstdorf beendete er die Tournee mit Rang 64 auf der Paul-Außerleitner-Schanze in Bischofshofen. Nachdem dies sein bestes Einzelergebnis war, beendete er die Tournee auf Rang 78 der Gesamtwertung.
Bei den folgenden Olympischen Winterspielen 1972 in Sapporo lag er im Springen von der Normalschanze nach dem ersten Durchgang noch auf dem 49. Platz, konnte sich aber mit einer guten Leistung im zweiten Durchgang noch auf Rang 48 verbessern.

## Erfolge

### Vierschanzentournee-Platzierungen
| Saison  | Platz | Punkte |
| ------- | ----- | ------ |
| 1971/72 | 78.   | 645,6  |